# Steve Smith
|  | Aquest article tracta sobre el jugador de bàsquet. Vegeu-ne altres significats a «Steve Smith (músic)». |

Steven Delano "Steve" Smith (nascut el 31 de març de 1969 a Highland Park, Michigan), és un exjugador de bàsquet que va militar a l'NBA des de 1991 fins a 2005. Va ser campió de l'NBA amb els San Antonio Spurs en la temporada 2002-2003.